# Каслшейн
Каслшейн (англ. Castleshane; ирл. Caisleán an tSiáin, «замок ши») — деревня в Ирландии, находится в графстве Монахан (провинция Ольстер), родина политического деятеля Патриции МакКенна.